# Uki-e

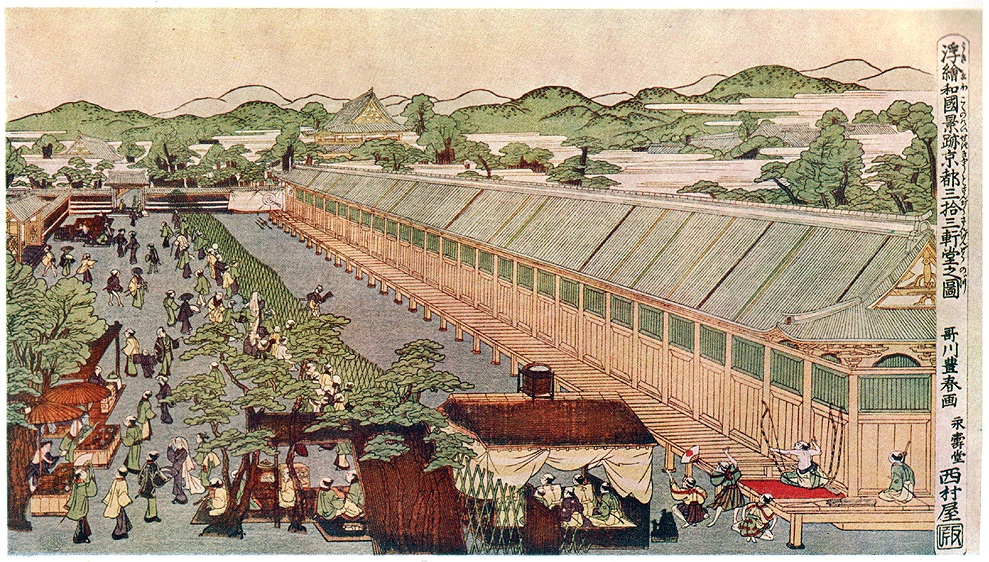
Toyoharu : uki-e représentant le Tōshi-ya, la grande manifestation de tir à l'arc, derrière le Sanjūsangen-dō de Kyoto.

L’uki-e (浮絵), littéralement « image flottante », est le nom donné au Japon à des images (gravures ou peintures) faisant appel à la perspective occidentale.

## Les premières études
C'est Masanobu qui, le premier et dès 1739, voire dès 1736, selon certains, étudia des images provenant d'Occident pour en comprendre les règles de la perspective. Il nomma les images qu'il réalisa alors « uki-e », littéralement des « images flottantes » (« estampes à perspective », dont il se disait l'inventeur). Il fut soutenu dans cette voie par l'intérêt du shogun Tokugawa Yoshimune pour les sciences occidentales.
Mais c'est Toyoharu qui, vers 1750, poussa le plus loin l'analyse de la perspective occidentale, allant jusqu'à graver lui-même des planches inspirées de Guardi[Lequel ?] et Canaletto, ou encore portant sur les monuments de Rome, avant de l'adapter à des sujets japonais dans des estampes japonaises ukiyo-e, dans les années 1760.

## Influence sur l’ukiyo-e

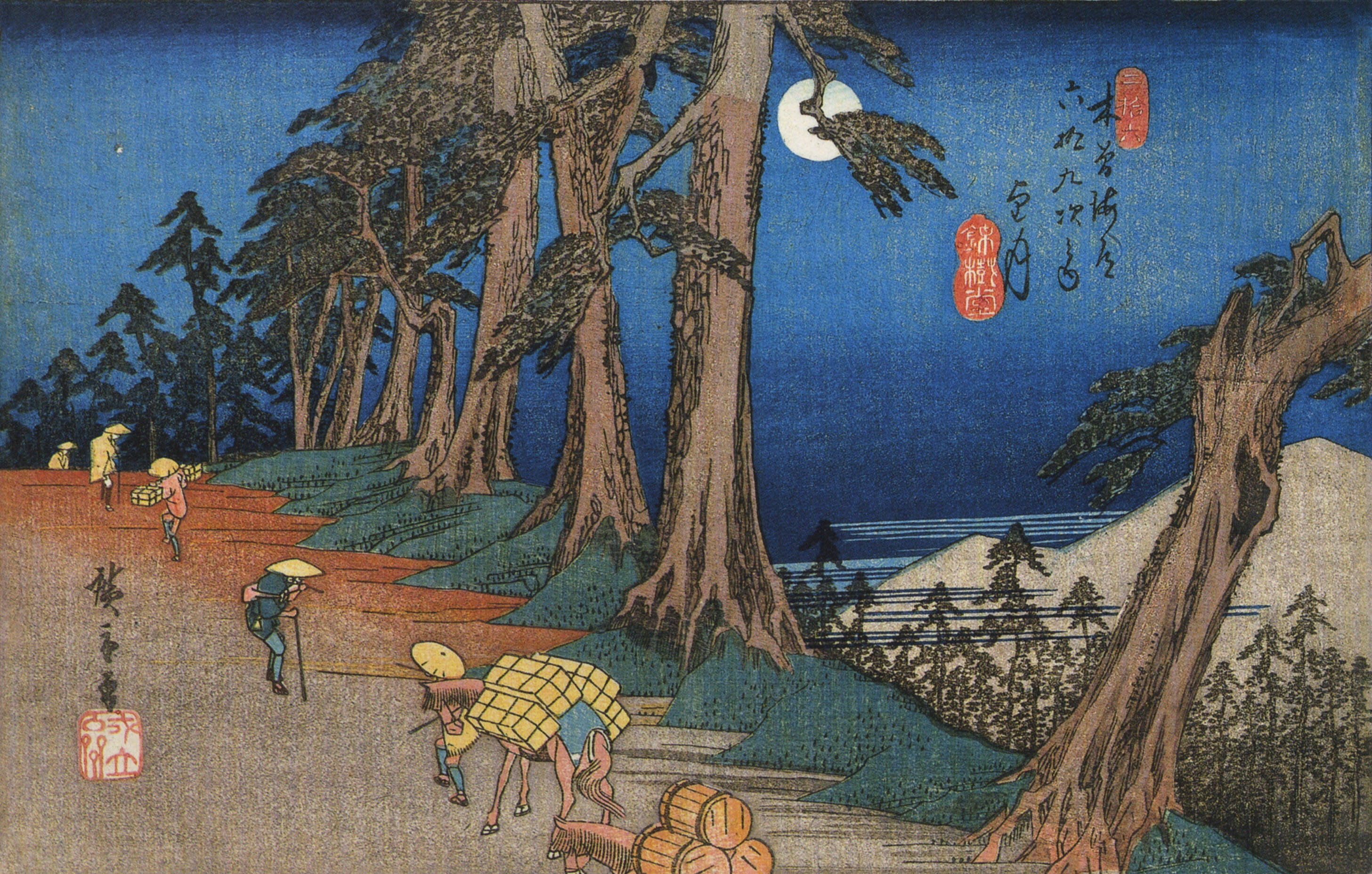
Hiroshige : Mochizuki (Les Soixante-neuf Stations du Kiso Kaidō), faisant appel à une perspective typiquement occidentale.

Cette évolution de la vision de l'espace prépara l'arrivée de l'œuvre de Hiroshige et de Hokusai, à qui elle permit de peindre les paysages du Japon avec un réalisme descriptif que ne pouvait obtenir la peinture japonaise traditionnelle et son absence de prise en compte de la perspective.